# 琴塚駅
琴塚駅（ことづかえき）は、岐阜県岐阜市琴塚1丁目にあった名古屋鉄道美濃町線の駅。

## 歴史
美濃町線が美濃電気軌道の路線として1911年（明治44年）に開通した当初より存在する。2005年（平成17年）4月1日をもって、美濃町線とともに廃止された。
- 1911年（明治44年）2月11日 - 美濃電気軌道の神田町駅（のちの岐阜柳ヶ瀬駅） - 上有知駅（のちの美濃駅）間の開通と同時に開業[1]。
- 1930年（昭和5年）8月20日 - 美濃電気軌道が名古屋鉄道（初代。同年中に名岐鉄道に改称し、1935年より名古屋鉄道に再改称）に合併。同社の美濃町線の駅となる[1]。
- 2005年（平成17年）4月1日 - 美濃町線の廃止に伴い廃駅[2]。

## 駅構造
無人駅で、ホームは単式1面1線。もともと集落の中にあった駅だが、南側を並行する国道156号の拡幅工事で住居が立ち退いたため、国道の歩道とホームとは柵で隔てたのみの同一平面上にあった。当駅から日野橋駅方面へ向かって、美濃町線は左側へ大きくカーブし、針路を北に取る。
また、2023年時点でも周囲道路整備は整備されておらず、駅ホーム跡が残っている。

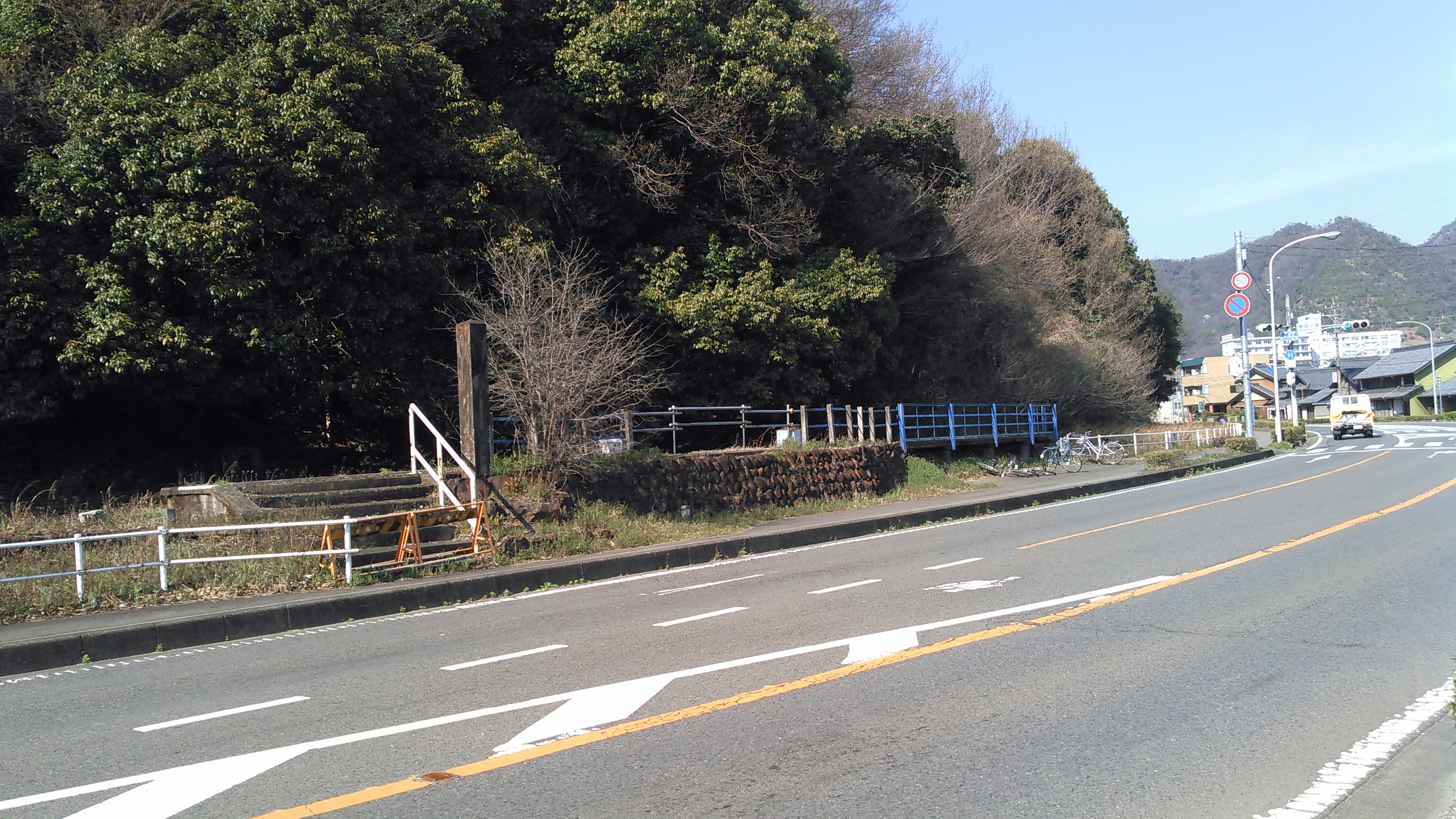
ホーム跡（2017年4月）

### 配線図
| ← 徹明町方面 | 琴塚駅 構内配線略図 | → 日野橋方面 |
| 凡例 出典:   |                     |              |

## 駅周辺
- 琴塚古墳
- 国道156号
- 岐阜バス・琴塚バス停

## 隣の駅
名古屋鉄道
美濃町線
野一色駅 - 琴塚駅 - 日野橋駅